# Neocirolana bicrista
Neocirolana bicrista là một loài chân đều trong họ Cirolanidae. Loài này được Holdich, Harrison & Bruce miêu tả khoa học năm 1981.